# Supercúmulo de Virgo

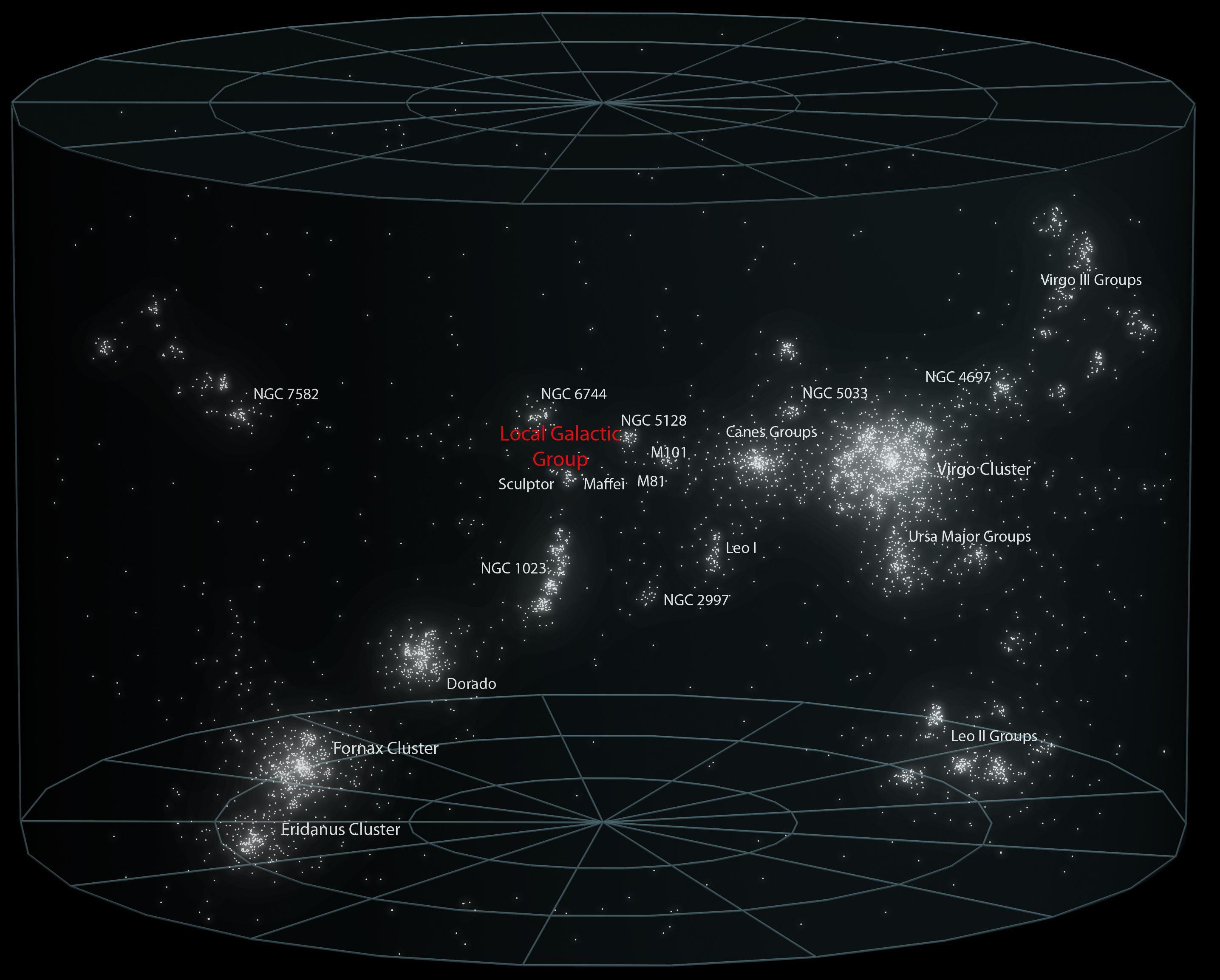

El Supercúmulo de Virgo, o Supercúmulo Local, (en inglés 'Local Supercluster' o LS) es el supercúmulo de galaxias que contiene al Grupo Local y con él, a nuestra galaxia, la Vía Láctea. El supercúmulo contiene alrededor de 100 grupos y cúmulos de galaxias, y está dominado por el cúmulo de Virgo, localizado cerca de su centro. El Grupo Local está localizado cerca del borde del cúmulo de Virgo, al cual es atraído.
La longitud del supercúmulo de Virgo es de aproximadamente 33 megaparsecs (107 millones de años luz, en comparación el Grupo Local tiene 1 megaparsec de longitud máxima). Este supercúmulo es uno de millones de supercúmulos a lo largo del Universo observable
Por el efecto gravitatorio que ejerce en el movimiento de las galaxias, se estima que la masa total del Supercúmulo de Virgo es de 1015 masas solares (2 × 1046 kg; ver Órdenes de magnitud (masa). Debido a que su luminosidad es demasiado pequeña para dicha cantidad de estrellas, se piensa que una cantidad considerable de su masa está compuesta de materia oscura.
Se sospecha que, en la medida que los cúmulos se agrupan en supercúmulos, asimismo los supercúmulos se agrupan en complejos de supercúmulos también llamados hipercúmulos, filamentos galácticos o grandes muros. El Supercúmulo Local (o de Virgo) junto con el Supercúmulo Hidra-Centauro forman una de las cinco partes que integran el Complejo de Supercúmulos Piscis-Cetus.
En la actualidad el Supercúmulo de Virgo es considerado tan solo un pequeño lóbulo del aún más grande Supercúmulo de Laniakea.
Una anomalía gravitatoria conocida como el Gran Atractor existe en alguna parte dentro del supercúmulo local.

## Descubrimiento

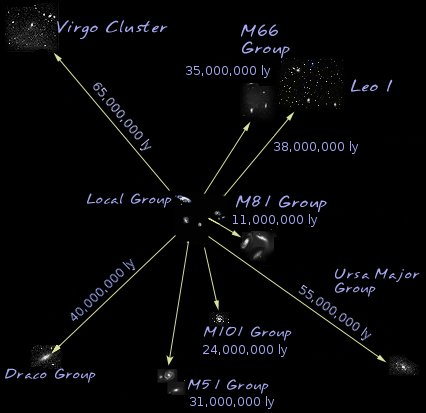
Grupos y cúmulos dentro del supercúmulo local.

A partir de la primera muestra encontrada de nebulosa grande publicada por William y John Herschel en 1863, se sabe que hay un exceso notable de los campos de la nebulosa en la constelación de Virgo (cerca del norte del polo galáctico). En la década de 1950 el astrónomo franco-estadounidense Henri Gérard de Vaucouleurs fue el primero en argumentar que este exceso representa una gran escala de estructura galáctica, acuñando el término "Supergalaxia local" en 1953, que cambió a "supercúmulo local" (LS) en 1958. (Harlow Shapley, en su libro de 1959 De las Estrellas y los hombres, sugirió que el término metagalaxia.). El debate continuó durante los años 1960 y 1970 en cuanto a si el supercúmulo local (LS) fue en realidad una estructura o una posible alineación de las galaxias.
La cuestión se resolvió con los grandes estudios de corrimiento al rojo de los años 70 y principios de los años 80, que demostró de forma convincente la concentración de las galaxias a lo largo del plano súper-galáctico.

## Estructura
En un amplio artículo de 1982, R. Brent Tully presentó las conclusiones de su investigación sobre la estructura básica de la LS. Se compone de dos componentes: un disco aplanado que contiene apreciablemente las dos terceras partes de las galaxias luminosas en el supercúmulo y un halo más o menos esférico que contiene el tercio restante.
El propio disco es una delgada (~1 Mpc) elipsoide con una proporción eje largo/eje corto de al menos 6 a 1, y posiblemente tan alto como 9 a 1.
Los datos publicados en junio de 2003 de 5 años han permitido a los astrónomos comparar la LS con otros supercúmulos. El LS representa un típico supercúmulo de tamaño bastante pequeño (es decir, carente de un núcleo de alta densidad). Tiene un cúmulo de galaxias ricas en el centro, rodeada por filamentos de galaxias y grupos de pobres.
El Grupo Local se encuentra en las afueras del LS en un pequeño filamento que se extiende desde el Cúmulo de Fornax al Cúmulo de Virgo. El volumen del supercúmulo de Virgo es aproximadamente 7000 veces mayor que el del grupo local o de 100 mil millones de veces que de la Vía Láctea.

## Distribución galáctica
La densidad numérica de las galaxias en el LS disminuye con el cuadrado de la distancia desde su centro cerca de la Virgo grupo, lo que sugiere que este grupo no se encuentra al azar. En general, la gran mayoría de las galaxias luminosas (más de -13) se concentran en un pequeño número de nubes (grupos de cúmulos). el noventa y ocho por ciento se puede encontrar en las siguientes 11 nubes (que figura en el orden decreciente de número de galaxias luminosas): Canes Venatici, Virgo grupo, Virgo II (sur de la extensión), Leo II, Virgo III, Virgo, Crater (NGC 3672), Leo I, Leo Minor (NGC 2841), Draco (NGC 5907), Antlia (NGC 2997) y NGC 5643. De las galaxias luminosas ubicadas en el disco, un tercio se encuentran en Virgo, mientras que el resto se encuentran en la Nube Canes Venatici y la nube de Virgo II, además del grupo la NGC 5643 un poco insignificantes. Las galaxias luminosas en el halo también se concentran en un pequeño número de nubes (94% en 7 nubes). Esta distribución indica que "la mayor parte del volumen de la plano súper-galáctico es un gran vacío. Una analogía útil que coincide con la distribución observada es la de las burbujas. Los cúmulos y supercúmulos se encuentran en las intersecciones de las burbujas, que son grandes, aproximadamente esféricas (del orden de 20-60 Mpc de diámetro) con vacíos en el espacio.
Largas estructuras filamentosas parecen predominar. Un ejemplo de esto es el Supercúmulo Hidra-Centauro, el más cercana al supercúmulo LS, que comienza a una distancia de aproximadamente 30 Mpc y se extiende a 60 Mpc.

## Cosmología

### Dinámica a gran escala
Desde la década de 1980 ha sido evidente que no sólo el Grupo Local, sino toda la materia a cabo a una distancia de al menos 50 Mpc está experimentando un flujo en masa del orden de 600 km/s en dirección al Cúmulo de Norma (Abell 3627).
Lynden-Bell en 1988 llamó a la causa de esto el "Gran Atractor". Aunque los astrónomos están seguros de la velocidad de la LS, que se ha medido contra el Fondo Cósmico de Microondas (CMB), la naturaleza de lo que lo está provocando sigue siendo poco conocida.

### Materia oscura
La LS tiene una masa total M ≈ 1 x 1015 M solar y una luminosidad óptica total L ≈ 3 x 1012 L solar. Esto produce una proporción masa-luz de alrededor de 300 veces la de la relación de energía solar, una cifra que es consistente con los resultados obtenidos para otros supercúmulos.
(En comparación, la relación de masa-luz para la Vía Láctea es de 2,7. Estas relaciones son uno de los principales argumentos a favor de la presencia de grandes cantidades de materia oscura en el universo.